# La Camperona (montanha)
Aspecto do último km de ascensão ao porto.
La Camperona é uma montanha de 1597 msnm, que se situa na província de Leão, em Espanha, para perto da localidade de Sabero. O porto de montanha que dá acesso ao seu cume recebe o mesmo nome e cobrou especial repercussão ao ser incluído como final de etapa da Volta a Espanha de 2014, uma das competições mais importantes do ciclismo internacional. Nos anos seguintes, La Camperona tem voltado a ser final de etapa em diferentes edições da Vuelta.

## Características
A estrada que ascende até ao cume da Camperona foi construída para facilitar o acesso ao repetidor de televisão que se encontra na mesma. O porto propriamente dito parte da localidade de Sotillos de Sabero, a 1200 msnm e coroa a cume 3 km depois, superando um desnível médio do 12 % e máximo do 20 % até atingir os 1597 msnm a que se encontra a cume da montanha. Na mesma encontram-se várias antenas de telecomunicações e umas instalações de vigilância contra incêndios.
Em ocasiões, considera-se que o porto começa na localidade de Sabero, onde a estrada começa a pendente até chegar a Sotillos, situado a 7 km. Em Sabero, a rota inicia-se desde a CL-626, percorre um trecho de 5 km com rampas que não superam o 3 %, e depois de 2 km com uma maior pendente, chega a Sotillos de Sabero onde, depois de tomar um desvio à direita, começa a parte dura da ascensão.

## Chegadas da Volta Ciclista a Espanha

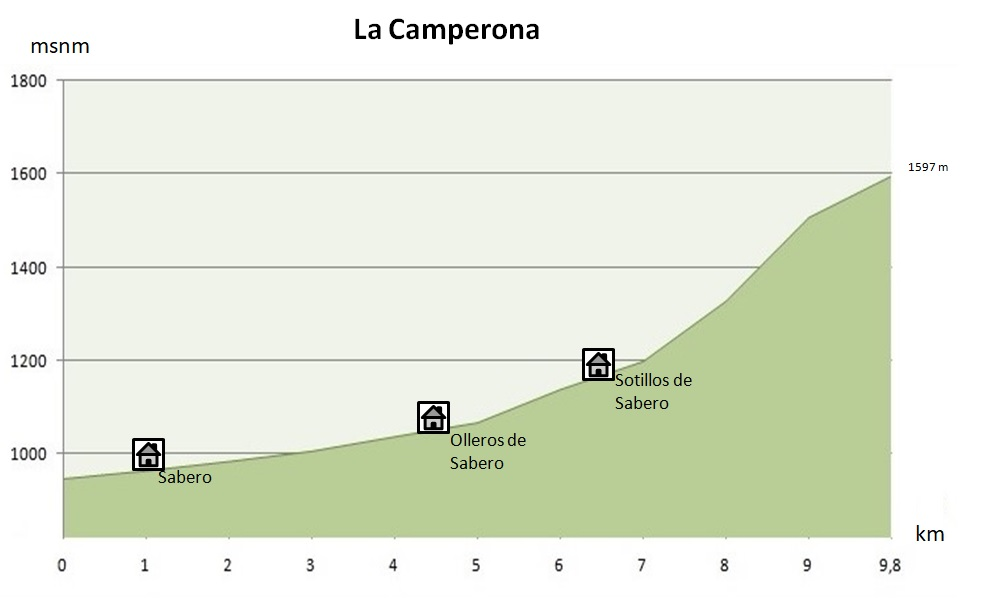
Altimetria desde Sabero.

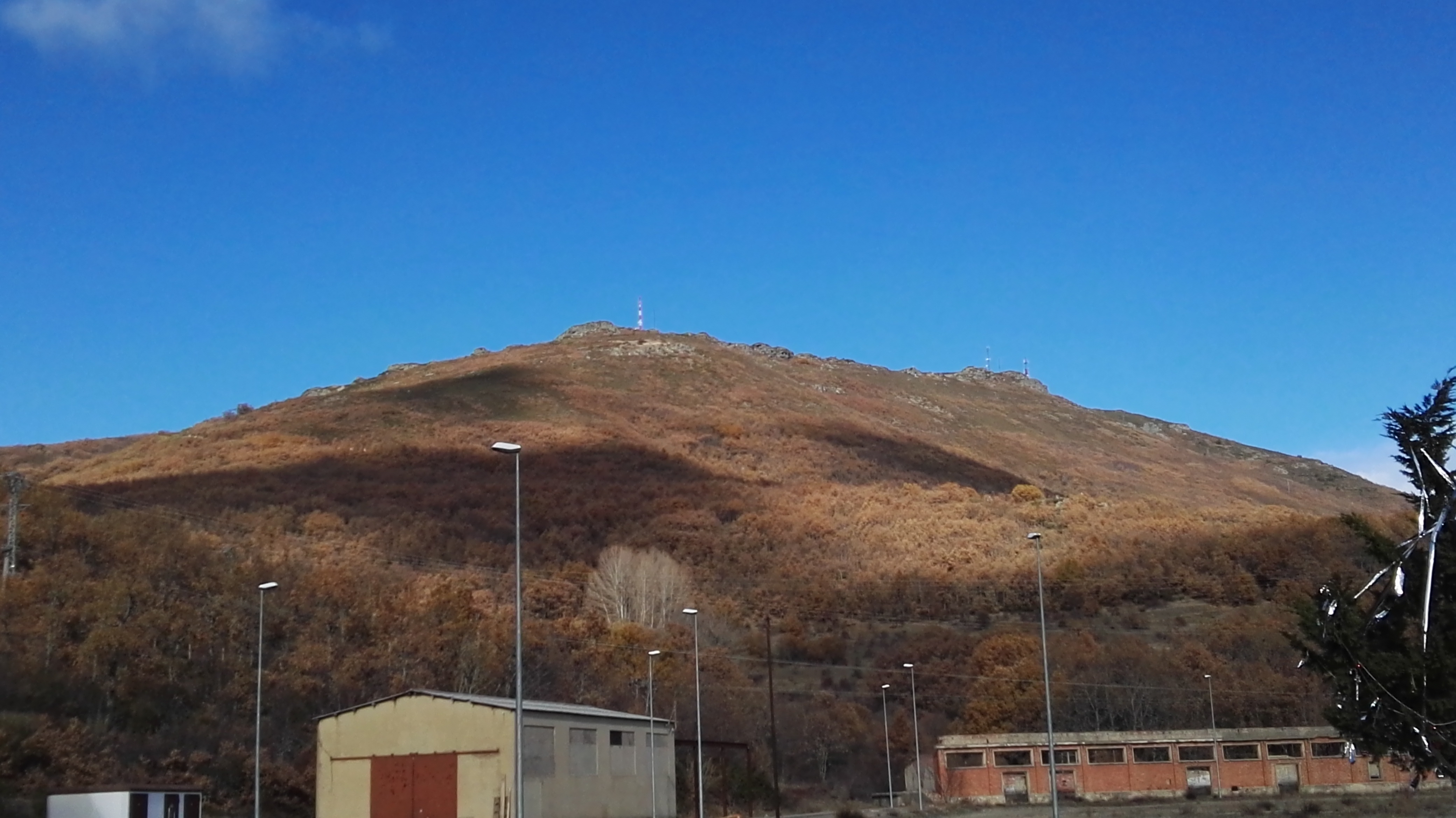
Vista da Camperona desde Sotillos de Sabero

| Edição | Ganhador        | Líder            |
| ------ | --------------- | ---------------- |
| 2014   | Ryder Hesjedal  | Alberto Contador |
| 2016   | Serguéi Lagutín | Nairo Quintana   |
| 2018   | Óscar Rodríguez | Jesús Herrada    |